# Park Narodowy Bredhi i Hotovës
Park Narodowy Bredhi i Hotovës ((alb.) Parku Bredhat e Hotovës-Dangëlli lub Parku Bredhat e Hotovës) – park narodowy znajdujący się w okręgu Permet, w Albanii. Założony został w 1996 r. na powierzchni 1200 ha, a następnie powiększony do 34 361 ha.
Park Narodowy Lurë zamieszkują rzadkie gatunki ssaków: niedźwiedź brunatny, wilk europejski.